# Densidade seccional

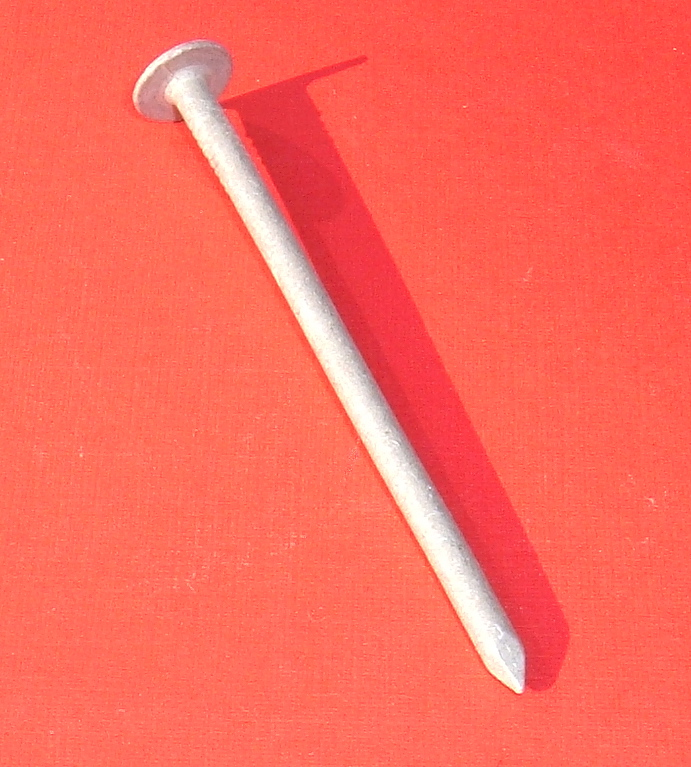
Um prego de metal possui uma pequena área transversal comparada à sua massa, resultando em uma alta densidade seccional

Densidade seccional (frequentemente abreviada para DS) é a razão entre a massa de um objeto e sua área de seção transversal em relação a um determinado eixo. Ela transmite o quão bem a massa de um objeto é distribuída (por sua forma) para superar a resistência ao longo desse eixo.

## Aplicação
Durante a Segunda Guerra Mundial, os projéteis antibunker Röchling foram desenvolvidas pelo engenheiro alemão August Cönders, com base na teoria do aumento da densidade seccional para melhorar a penetração. Os projéteis de Röchling foram testadas em 1942 e 1943 contra o Fort d'Aubin-Neufchâteau belga e tiveram uso muito limitado durante a Segunda Guerra Mundial.